# Stolpe auf Usedom
Stolpe auf Usedom es un municipio situado en el distrito de Pomerania Occidental-Greifswald, en el estado federado de Mecklemburgo-Pomerania Occidental (Alemania), a una altitud de 0 metros. Su población a finales de 2016 era de 360 habs. y su densidad poblacional, 24 hab/km².
Se encuentra ubicado en la isla de Usedom, que le da nombre.